# Umkehrzug

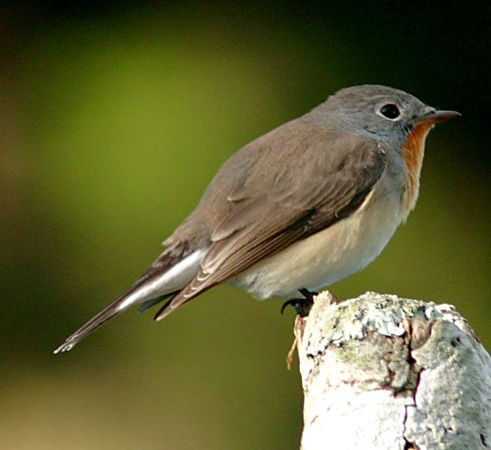
Erstziehende Zwergschnäpper werden regelmäßig in Südwestengland insbesondere auf den Scilly-Inseln festgestellt

 Das vogelkundliche Fachwort Umkehrzug (engl. reverse migration) beschreibt ein Phänomen des Vogelzugs. Der Terminus Zugumkehr wird gelegentlich bedeutungsgleich verwendet, häufiger aber beschreibt es kleinräumigere Umkehrwanderungen während des Vogelzuges. 
 Dabei ziehen Zugvögel in eine der genetisch bestimmten Zugrichtung spiegelbildlich entgegengesetzten Richtung ab oder wechseln während des Zuges die Zugrichtung, kehren also praktisch um. Es scheint, dass dieses Verhalten verstärkt bei in der Paläarktis brütenden Vogelarten auftritt und insbesondere den Wegzug betrifft. Am häufigsten wird der Umkehrzug bei erstziehenden Kleinvögeln festgestellt. Der Umkehrzug ist als Phänomen von kleinräumigeren Zugkorrekturen, die alle Zugvögel zum Beispiel bei Windverdriftungen oder Kälteeinbrüchen während des Heimzugs zeigen, deutlich zu unterscheiden.
Die Gründe für das Auftreten des Umkehrzugs sind nicht erschöpfend erforscht, doch werden meteorologische Einflüsse sowie regionale Magnetfeldanomalien für die wahrscheinlichsten Auslöser dieser Missleitung gehalten. Besonders bei Südostziehern, wie zum Beispiel dem Zwergschnäpper (Ficedula parva) oder dem Karmingimpel (Carpodacus erythrinus), sind Umkehrzugbewegungen meistens mit starken und lange anhaltenden Winden aus der Zugrichtung assoziiert. Auch das regelmäßige Auftreten des in Mittelsibirien brütenden Goldhähnchen-Laubsängers (Phylloscopus proregulus) in Westeuropa und Südengland ist auf das Phänomen des Umkehrzuges zurückzuführen.
Unklar ist auch, wie groß der Anteil der Vögel ist, die sich umorientieren können, beziehungsweise jener, die sich auf Grund ihrer falschen Zugrichtung totwandern. Individuen, denen es gelingt, im falschen Winterquartier zu überleben, ziehen in der nächsten Zugsaison meistens in die korrekte Richtung ab.